# Таньясу
Таньясу (порт. Tanhaçu)  —  муниципалитет в Бразилии, входит в штат Баия. Составная часть мезорегиона Юго-центральная часть штата Баия. Входит в экономико-статистический микрорегион Брумаду. Население составляет 21 309 человек на 2006 год. Занимает площадь 1341,793 км². Плотность населения — 15,9 чел./км².
Праздник города — 22 сентября.

## Статистика
- Валовой внутренний продукт на 2003 год составляет 38 476 683,00 реалов (данные: Бразильский институт географии и статистики).
- Валовой внутренний продукт на душу населения на 2003 год составляет 1856,27 реалов (данные: Бразильский институт географии и статистики).
- Индекс развития человеческого потенциала на 2000 год составляет 0,653 (данные: Программа развития ООН).

## География
Климат местности: полупустыня.